# Eucyrtopogon varipennis
Eucyrtopogon varipennis är en tvåvingeart som först beskrevs av Daniel William Coquillett 1904.  Eucyrtopogon varipennis ingår i släktet Eucyrtopogon och familjen rovflugor. Inga underarter finns listade i Catalogue of Life.